# کول‌لوجه (باشماکچی)
کول‌لوجه (به ترکی استانبولی: Küllüce) یک منطقهٔ مسکونی در ترکیه است که در باشماکچی واقع شده‌است. کول‌لوجه ۱۸۴ نفر جمعیت دارد.